# Riccardo Petrella
Riccardo Petrella (La Spezia, 5 agosto 1941) è un economista e politologo italiano.

## Biografia
È laureato in scienze politiche e sociali (specializzazione in politica economica) all'Università di Firenze. 
Tra il 1975 e il 2012 ha ricevuto il titolo di dottore honoris causa da otto università (Università di Umeå in Svezia, di Roskilde in Danimarca, Politecnico di Mons in Belgio, Università del Québec a Montréal in Canada, Università cattolica di Bruxelles in Belgio, Politecnico di Grenoble in Francia, Università della Corsica di Corte in Francia, Università Nazionale di Rosario in Argentina.
Dal 1967 al 1975 è stato segretario scientifico e direttore del Centro Europeo di Ricerche Sociali Comparative di Vienna. Dal 1976 al 1978 è stato Senior Researcher presso il Consiglio Internazionale delle Scienze Sociali di Parigi. Dal 1978 al 1994 ha diretto la commissione di previsione e valutazione in scienza e tecnologia (Programma FAST, Forecasting and Assessment in Science and Technology) alla Commissione delle Comunità europee, a Bruxelles. Dal 1982 al 2005 è stato professore presso l'Università Cattolica di Lovanio (Belgio), tenendo corsi di "Politica scientifica e tecnologica" e "Mondializzazione dell'economia".
Nel 1991 ha fondato l'European Inter-University Association on Society, Science and Technology, a cui hanno aderito sedici università europee, il cui scopo è quello di sviluppare nelle università europee programmi di educazione centrati sul primato della società su scienza e tecnologia. 
Dal 1998 al 2005 è stato docente di "Integrazione europea" nella sezione olandese della Université libre de Bruxelles. Dal 2001 al 2011 è stato docente di Ecologia umana all'Accademia di Architettura dell'Università della Svizzera italiana, a Mendrisio. Dal 2005 al 2006 è stato Presidente dell'Acquedotto Pugliese. Attualmente è presidente dell'Istituto Europeo di Ricerca sulla Politica dell'Acqua (IERPE]) a Bruxelles, da lui fondato nel 2007.
Fra i principali esponenti dell'altermondialismo, è attivamente impegnato nello studio della globalizzazione, del welfare, dell'educazione, dei problemi ambientali e della tematica dell'acqua come diritto alla vita e bene comune.
Nel 1991 ha fondato il Gruppo di Lisbona, formato da docenti (tra i quali Saskia Sassen e Kenneth Prewitt), imprenditori (Gianfranco Dioguardi, Luc Tissot), giornalisti (Claude Julien), leader culturali (Seiko Hirata, monaco buddista a Tokio), politici (Pierre-Marc Johnson, Quebec) dell'Europa, dell'America del Nord e del Giappone, per promuovere un'analisi critica delle attuali forme di globalizzazione. Il rapporto Limiti alla competitività è stato tradotto in dodici lingue.
Dal 1995 al 2001 ha presieduto l'Association Internationale des Amis du Monde Diplomatique a Parigi.
Nel 1997 ha istituito il Comitato Internazionale per il Contratto Mondiale dell'Acqua, presieduto da Mário Soares, ex presidente del Portogallo, (cui aderiscono, tra altri Emilio Molinari, Raúl Ricardo Alfonsín, Danielle Mitterrand), con il quale ha pubblicato il "Manifeste de l'eau" tradotto in otto lingue (nel 2001 tradotto in italiano con il titolo di Manifesto dell'acqua dalle edizioni Gruppo Abele), dove si afferma che l'acqua deve essere considerata come "bene comune mondiale, patrimonio dell'umanità non suscettibile di appropriazione privata e di sottomissione alle logiche di mercato".
Dal 2000 al 2010 ha presieduto l'Università europea dell'Ambiente a Parigi, su invito dell'allora ministro dell'ambiente.
Nel 2010 è stato nominato direttore onorario della Catedra Libre del Agua dell'Università Nazionale di Rosario in Argentina.
È fondatore e presidente dell'Università del Bene Comune le cui attività sono iniziate nel 2001. Dal 2007 la Facoltà dell'Acqua dell'Università del Bene Comune ha una sede permanente a Verona dove collabora con l'Associazione Monastero del Bene Comune a molteplici iniziative di formazione..
Nel 2012, attraverso l'Università del Bene Comune insieme a numerose altre organizzazioni, ha lanciato in Italia l'iniziativa internazionale.
Si definisce un "operaio della parola", e si propone di proporre soluzioni alternative alla mondializzazione dell'economia di mercato..
È candidato per le elezioni del Parlamento Europeo 2014 per la lista L'Altra Europa con Tsipras, nella circoscrizione Italia Nord-Est.